# Dreiländereck (am Willersbach)
Das Dreiländereck ist ein Grenzstein, der die burgenländisch-niederösterreichisch-steirische Grenze markiert.

## Lage
Der Grenzpunkt liegt in den Bernsteiner Bergen, am Rand von Wechselland und Buckliger Welt, im Tal des Willersbachs. Dieser bildet hier eine wildromantische Eintiefung, die Willersdorfer Schlucht, die vor Ort eine kleine Weitung zeigt. Hier verläuft der obere Willersbach von Nord nach Süd, von Westen kommt ein Gerinne vom Gehöft Gamperl, von Osten ein Bach von Offenegg. Der Stein steht etwas östlich vom Bach.
Der Grenzstein markiert die Grenzen der Katastralgemeinden Gschaidt im Norden, Hochneukirchen im Osten, Schmiedrait im Süden und Götzendorf im Westen, und damit die der politischen Gemeinden Hochneukirchen-Gschaidt, Oberschützen und Schäffern, der politischen Bezirke Wiener Neustadt-Land, Oberwart und Hartberg-Fürstenfeld, der Regionen Industrieviertel, Südburgenland und Oststeiermark sowie der Länder Niederösterreich, Burgenland und Steiermark.
Der Punkt ist der östlichste Punkt der Steiermark, nicht aber der südlichste Punkt Niederösterreichs (die Landesgrenze liegt an der Straße Offenegg–Oberschützen/L353 2 Kilometer östlich von hier noch um wenige Meter südlicher ⊙). Im Verlauf der Burgenländischen Grenze zeichnet er sich nicht markant ab.

## Bauliches
Der Stein ist eine steinerne Stele, eine dreiseitige, oben geflachte Pyramide mit rundem Sockel, insgesamt etwa hüfthoch. Die drei Seiten sind mit den Landesfarben der Länder verziert, in kleinen runden und unterhalb trapezförmigen Kartuschen, in denen auch die Abkürzungen der Länder in altdeutschen Lettern stehen („Bgld“ auf rot-gelb, „NÖ“ auf blau-gelb, „Stmk“ auf grün-weiß).
Der Stein steht auf einer Lichtung, dabei befindet sich eine kleine Holzhütte, die Dreiländereckhütte, und ein gestalteter Rastplatz.
Der Ort ist auf den Wanderwegen des Raumes leicht zu erreichen.

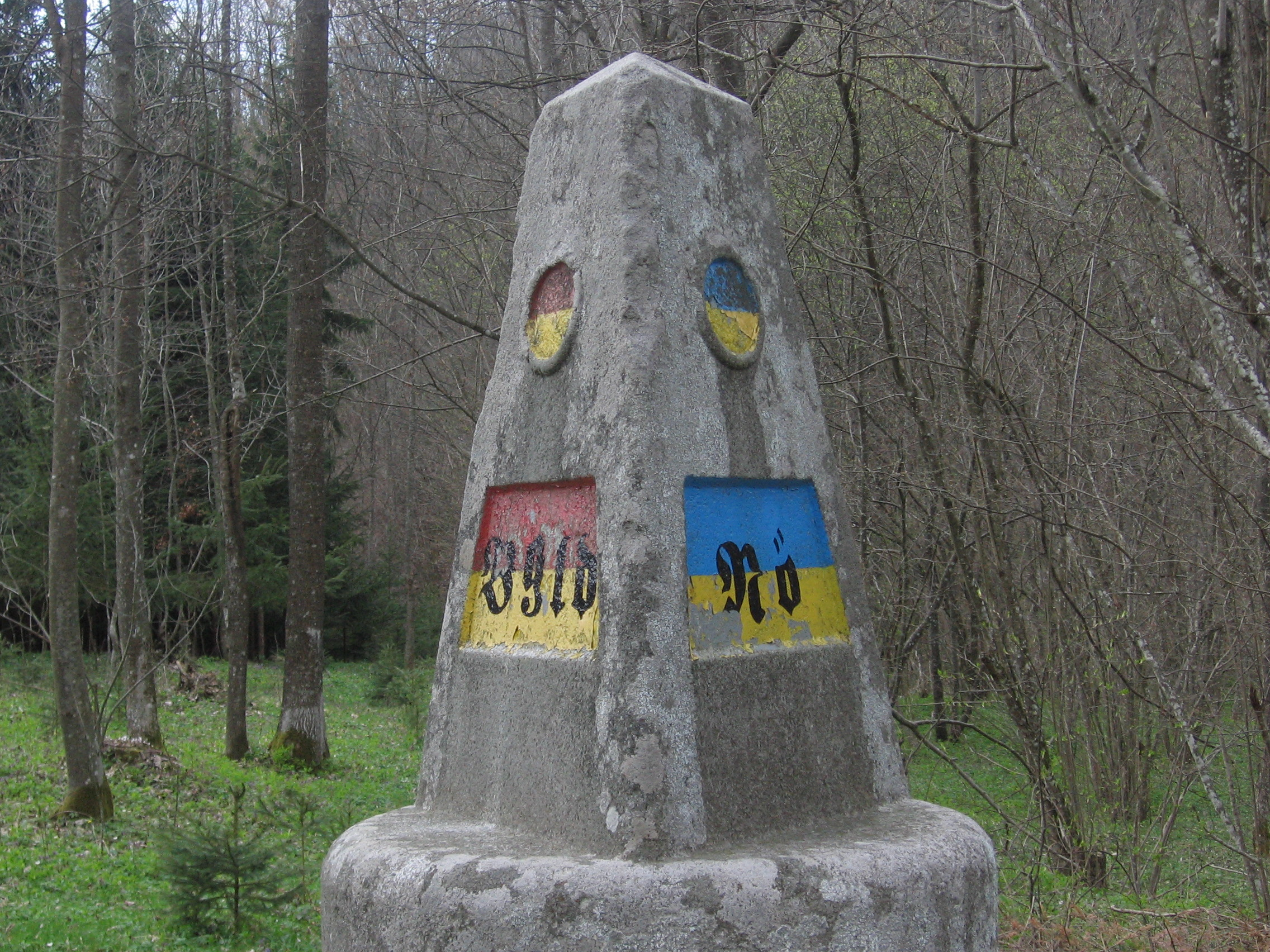
Grenzstein, niederösterreichische und burgenländische Seite
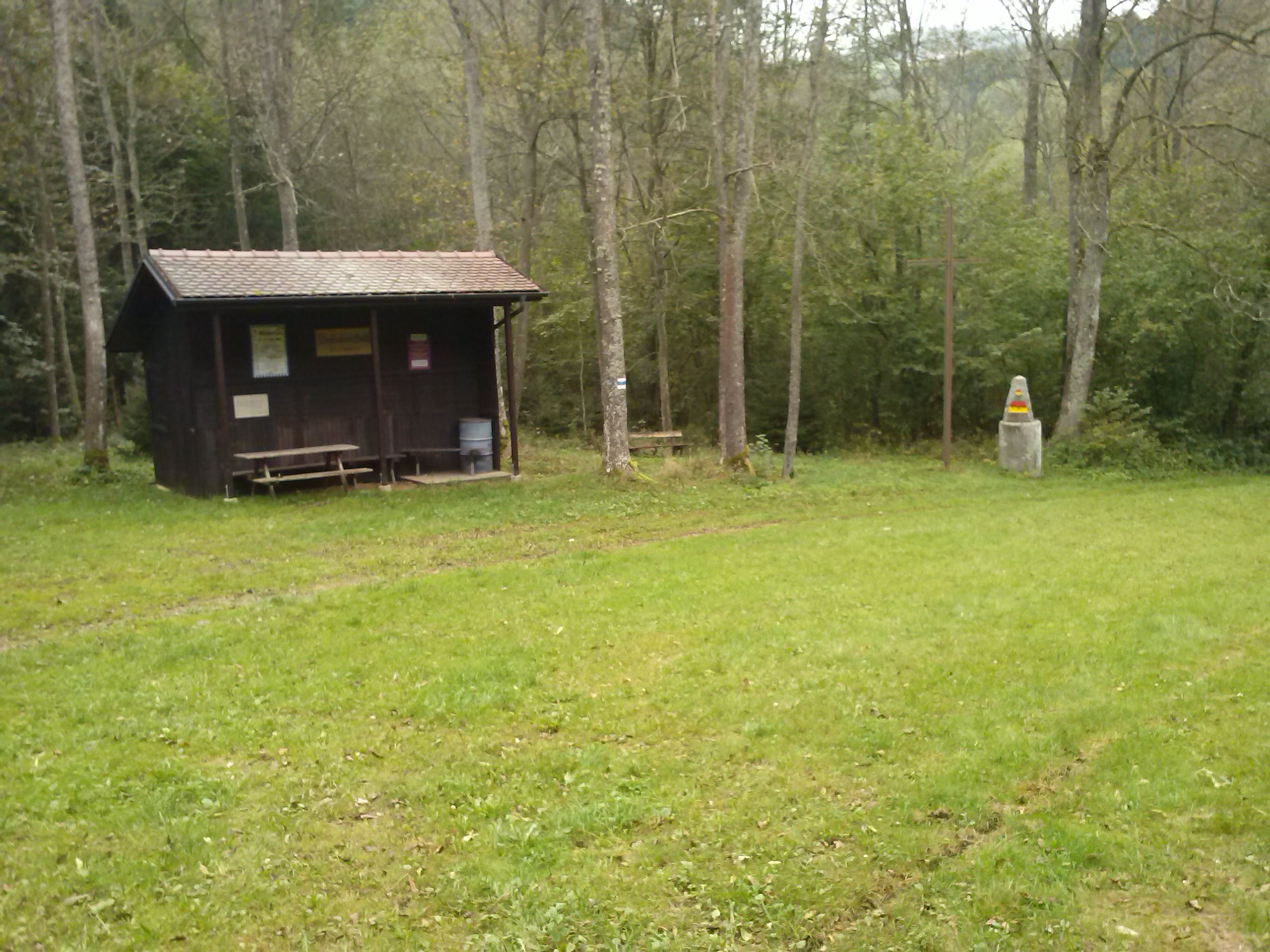
Die Dreiländereckhütte

## Geschichte
Der Ort war früher die Grenze der Grundherrschaften Ziegersberg (bei  Zöbern, heute verfallen) und Krumbach im Erzherzogtum Österreich, Bärnegg (bei Elsenau, heute verfallen) im Herzogtum Steiermark, und Bernstein (Borostyánkő) im Königreich Ungarn. Hier stand schon im 17. Jahrhundert eine Grenzmarke, Vierherrschaften Stein genannt.
Der heutige Stein wurde vermutlich 1914 gesetzt, zum Datum existieren keine schriftlichen Aufzeichnungen. Seit 1921 markiert er keine Staatsgrenze mehr, in diesem Jahr kam Deutsch-Westungarn zu Österreich und wurde das Burgenland.